# Ardenska ofenziva (1944)
Ardenska ofenziva znana tudi kot bitka v izboklini (angleško: Battle of the Bulge) ali pa kot zadnji Blitzkrieg  je bila zadnja večja nemška ofenziva na zahodni fronti s katero so želeli Nemci premagati zavezniško armado in se prebiti do Antwerpena. Ofenziva katere kodno ime je bilo Straža na Renu (Wacht am Rhein), se je začela 16. decembra 1944 v zgodnjih jutranjih urah. Napad nemške vojske je zavezniške čete popolnoma  presenetil zato so se bile te prisiljene umakniti ali pa predati. Nemško napredovanje pa ni trajalo dolgo, proti koncu decembra 1944 in v začetku januarja 1945 so zavezniki proti nemški armadi, ki je bila izmučena zaradi številnih bitk, izvedli številne protinapade tako, da je bila 25. januarja 1945 frontna črta spet tam kjer se je nemška ofenziva začela. Izgube so bile na obeh straneh izredno visoke; Američani so izgubili okoli 90.000 vojakov in 800 tankov, Nemci pa kar 100.000 vojakov in 700 tankov.

## Dogodki pred ofenzivo
6. junija se je v zahodni Evropi odprla t. i. druga fronta, ki naj bi razbremenila vzhodno fronto ter italijansko fronto na kateri so zahodni zavezniki obtičali pred navidez nepremagljivo Gotsko linijo. Krvavemu izkrcanju zavezniških čet na Normandijski obali je sledila še bolj krvava bitka za Francijo v kateri so bili Nemci dokončno poraženi v t. i. žepu pri Falaisu. Sledil je vsesplošni nemški umik iz Francije, ki ga je še dodatno pospešilo zavezniško izkrcanje v južni Franciji. 25. avgusta je bil osvobojen Pariz, nato pa se je zavezniško napredovanje začasno ustavilo, saj so morali poveljniki narediti nove načrte za napredovanje v notranjost Nemčije. Vse so stavili na operacijo Market-Garden, največji zračni desant v zgodovini, s katero bi skozi Belgijo in Nizozemsko napadli Nemčijo in tako zaobšli močno utrjeno Siegfriedovo linijo. Ker pa so Nemci izvedeli za zavezniške načrte je operacija klavrno propadla. Tako zaveznikom ni preostalo drugega kot da poizkušajo priti v Nemčijo preko Siegfriedove linije ter tvegajo visoke izgube. Po septembru 1944 se je na zahodni fronti razvila nekakšna pozicijska vojna v kateri so Nemci, zaradi pomanjkanja materiala in vojakov, večinoma igrali defenzivno vlogo. To pa je želel Hitler spremeniti, zato je izdal povelje za ofenzivo, ki bi nemški vojni stroj ponovno spravila v tek.

## Načrt
Za izvedbo ofenzive je bila zadolžena armadna skupina »B« (feldmaršal Walther Model), ki je združevala 5. tankovsko, 7., 15. in 6. SS-tankovsko armado (Josef Dietrich). Vrhovni poveljnik je bil Gerd von Rundstedt, ki je bil vrhovni poveljnik zahodne fronte.
Od severa proti jugu so bile armade razporejene sledeče: 15., 6. SS-tankovska, 5. tankovska in 7. armada. Glavnino preboja naj bi nosili 6. SS in 5. tankovska armada. Iz začetnih položajev ob reki Ruhr naj bi enote prodrle skozi zavezniške položaje. Glavni cilj 6. SS-tankovske armade je bilo zavzetje pristanišča Antwerpen, ki je bilo takrat največje zavezniško pristanišče v Evropi in s tem tudi ključna logistična baza. Osnovni cilj 5. tankovske armade je bilo zavzetje Bruslja. 7. armada je imela nalogo varovati levi (južni) bok celotne nemške fronte, medtem ko je 15. varovala desni (severni) bok.
Zaradi zavezniške premoči v zraku je bilo načrtovano, da bo ofenziva potekala v slabem vremenu, tako da zavezniška letala ne bodo mogla izvajati bojnih nalog zaradi oblačnosti. Poleg tega je OKW računal na slabo moralo in izčrpanost zavezniških sil po hitrem preboju iz Normandije (glej Operacija Overlord) in težkih bojih na Nizozemskem (glej Operacija Market-Garden).
Nemci so v Ardenih z ofenzivo želeli ločiti britanske in ameriške oborožene sile ter prodreti do Antwerpna, s čimer bi povzročili veliko pomanjkanje zalog na zavezniški strani. Nemci bi tako zavzeli tudi veliko zalog, s čimer bi lahko nadaljevali vojno in po možnosti prisilili zahodne zaveznike k separatnem miru.

## Priprave
Nemci so na uspeh ofenzive stavili vse. Priprave na ofenzivo so stekle že v začetku septembra 1944, vojakom so na različne načine dvigovali moralo ter jih opremili s popolnoma novo opremo. Enote so se urile v protinapadu in za nočne boje. Velikega pomena je bilo zavajanje nasprotnikove obveščevalne službe, saj so morali Nemci prikriti vse premike vojaških enot. Različna poveljstva so izdajala lažne ukaze, kar naj bi v nasprotnikove vrste vneslo zmedo. Na odseku  Gladbach-Koln-Düsseldorf so celo izvedli lažen napad. Dejanski potek ofenzive je zaradi varnosti poznalo le malo ljudi, tako so bili poveljniki čet o prihajajoči ofenzivi obveščeni šele tri dni pred napadom. Velik problem je predstavljalo tudi gorivo za tanke in ostala vozila, ki ga je takrat po vsej Nemčiji kronično primanjkovalo. Zato so bile glavne smeri napadov usmerjene tudi proti zavezniškim skladiščem goriva in ostale opreme.
V osnovi je bila ofenziva načrtovana za 10. december vendar pa so jo nato prestavili na 12. december ter nato še na 16. december.
Zavezniki o nemških pripravah na veliko ofenzivo niso vedeli nič ali pa jim niso posvečali dovolj pozornosti. Ker se na odseku fronte v Ardenih že dolgo časa ni zgodilo nič posebnega, so bili borbeni položaji slabo zasedeni, zasedale pa so jih večinoma enote z majhno borbeno vrednostjo ali pa enote, ki so bile zdesetkane od predhodnih bojev.

## Ofenziva se začne
Šestnajstega decembra ob 5:30 se na zavezniške položaje usuje plaz granat iz več kot 2.000 nemških topov. Američani pomena topniškega obstreljevanja sploh niso poznali, dokler pred svojimi položaji niso zagledali nemških tankov in pehote. Takrat je bilo že prepozno, morali so se umakniti ali pa predati. Napadalci so na severnem in južnem odseku naleteli na močnejši odpor. Šesta SS oklepna armada je trčila ob 5. ameriški oklepni korpus pod poveljstvom generala Gerowa in ameriško 4. divizijo na jugu, kjer se je nemško napredovanje skoraj ustavilo. Na sredini pa je bila fronta popolnoma prebita. Vzdolž reke Our je pet nemških divizij zlahka zlomilo odpor ameriške 28. divizije ter obkolilo dva polka 106. divizije. Po treh dneh obleganja so se predali 19. decembra, v ujetništvo je šlo okoli 7.000 ameriških vojakov. Predati se je morala tudi na hitro organizirana ameriška četa v majhnem mestecu Clervaux.
Prvi dan nemške ofenzive je v poveljstvu 8. korpusa zavladala prava zmešnjava. Poročila iz bojišča so bila brez repa in glave, nikomur ni bilo jasno, kje so Nemci niti kakšni so njihovi nameni. Prav zaradi zmešnjave v komunikacijah se v poveljstvu niso zavedali resnosti položaja, zato v protinapad niso poslali rezerve. Šele pozno popoldan je Eisenhower na pomoč 8. korpusu poslal dve oklepni diviziji. V noči med 16. in 17. decembrom se je 1.200 nemških padalcev spustilo za ameriške položaje južno od kraja Malmedy. Cilj desanta je bila cesta Eupen-Verviers, ki pa jo Nemci zaradi prevelike raztresenosti padalcev niso uspeli zasesti. Proti koncu 17. decembra so Nemci napredovali že 40 km globoko za zavezniško črto. Oklepne enote pod vodstvom polkovnika Peiperja so bile samo še 16 km oddaljene od poveljstva ameriške prve armade v mestu Spa in dveh velikih skladišč goriva.
Umikajoče se ameriške enote so do večera 17. decembra  dosegle mesto St. Vith. Takrat se je to mesto spremenilo v oblegano oporišče. Tega dne so 8. korpusu na pomoč priskočili še 82. in 101. zračno desantna divizija. 18. decembra je Američanom situacija na bojišču postala popolnoma jasna, zaradi pomanjkanja čet so preložili sarsko ofenzivo, ki jo je vodil general Patton. Ta je v naslednjih 24 urah proti Ardenom poslal štiri divizije, hkrati pa pripravil načrt za protinapad. Medtem so Nemci nepričakovano napredovali južno od mesta St. Vith. Naslednji dan se je fronta na severu in jugu nekoliko ustalila medtem ko je na sredini fronte med ameriškimi vojaki vladalo pravo razsulo. Na jugu so Nemci zavzeli Houffalize in se nevarno približali Bastognu. Na pomoč so priskočili tudi Britanci pod vodstvom Montgomerya, ki so zasedli obrambne položaje za reko Meuse. 20. decembra je Montgomery prevzel poveljstvo nad ameriško vojsko v Ardenih in nemudoma začel z reorganizacijo enot in poveljstva. Ta dan se je nemška 6. SS oklepna armada poizkušala prebiti do reke Meuse vendar jim še vedno ni uspelo zasesti ameriških položajev okoli mest Malmedy in Elsenborn, ni jim uspelo zasesti tudi dveh velikih skladišč goriva. 1. SS oklepno skupino je zaustavila 82. zračno desantna divizija, nemški 6. in 5. oklepni armadi pa še vedno ni uspelo zasesti mest St. Vith in Bastogne. Da ne bi izgubljali časa je Hitler ukazal mesti obkoliti, kar pa je predstavljalo veliko težavo, saj sta mesti, še posebej Bastogne, predstavljali pomembni prometni križišči. Tako so bili Nemci med napredovanjem skozi težko prehoden teren prisiljeni iskati druge slabše poti. Mesto St. Vith je padlo 21. decembra, medtem ko je Bastogne ostal trdno v ameriških rokah. 
23. decembra sta 2. in 9. oklepna divizija odrinila 82. zračno desantno divizijo na nasprotno stran reke Salm. Medtem je iz juga proti severu začela prodirati Pattonova 3. armada. Njeno napredovanje je bilo izredno počasno, saj so Nemci pričakovali njen napad in so jo ovirali na vsakem koraku. Zaradi počasnega napredovanja 3. armade so bili najbolj zaskrbljeni v obleganem Bastognu, ki so ga branile: 101. zračno desantna divizija, 10. oklepna desantna divizija in ostanki 28. divizije. Enotam v mestu je poveljeval general McAuliffe, ki je vedno znova zavračal nemške ultimate po predaji. Stvari so se v obleganem mestu še poslabšale, ko so se začeli neprestani letalski bombni napadi. Kmalu je začelo primanjkovati streliva, goriva in hrane. Vsi upi o prenehanju obleganja so se razblinili ko so Nemci odbili Pattonovo 3. armado le 10 km od mesta.  Naslednji dan, 24. decembra se je prvič po začetku ofenzive nad bojiščem razjasnilo. Jasen dan so nemudoma izkoristila transportna letala C-41 in nad mestom odvrgla 144 ton hrane in streliva. Naslednji dan so se letala vrnila in odvrgla še dodatnih 100 ton materiala. Zaradi lepega vremena je lahko sedaj v boje poseglo tudi ameriško letalstvo in tako odločno podprlo svoje enote na fronti. Nemško napredovanje se je takrat nenadoma ustavilo, številni nemški tanki in oklepna vozila so postale tarče letalskih napadov. 
Po 26. decembru se je začel položaj počasi obračati v prid zaveznikov. V nemškem poveljstvu so ugotovili, da ne bodo mogli doseči zastavljenega cilja, saj jim je začelo primanjkovati goriva pa tudi odpor ameriških enot je bil vedno močnejši. Zato je general Model predlagal nov načrt. Na zahodnem krilu bi morali obdržati močno fronto, 5. in 6. oklepna armada pa bi se prebili na sever. Če bi napad potekal usklajeno bi nemške čete ponovno zavzele Aachen. Ključ do te nove ofenzive pa je bil v obleganem Bastognu. Zato so Nemci pred mesto pripeljali 15. grenadirsko divizijo. Da se pripravlja nov napad na mesto so Američani ugotovili po  povečanju števila bombnih napadov, ki so ponoči 25. decembra kar petkrat skalili božično slavje. Nemški napad se je začel 26. decembra nekaj pred tretjo uro zjutraj, napadalcem je uspelo prebiti ameriško obrambno linijo, nato pa so se znašli v navzkrižnem ognju ameriških protitankovskih topov. Do poldneva je napad propadel. Na drugi strani fronte pri reki Meuse so Američani napadli in obkolili nemške enote, ki so nameravale udariti po branilcih. Naslednja dva dni so nemške enote zaman poizkušale prebiti iz obroča, pomagati jim nista mogli niti dve oklepni diviziji, ki sta od zunaj poizkušali prebiti obroč. Do 27. decembra je bilo tako nemškega napredovanja konec. Dan prej so ameriški tanki 3. ameriške armade po hudih bojih končno dosegli prve položaje 101. zračno desantne divizije v obleganem Bastognu.
Po izgubi Bastogna in propadli ofenzivi proti reki Meuse so nemški generali ugotovili da je bitka izgubljena, zato so od Hitlerja zahtevali, da fronto zapre in tako reši vojsko pred uničenjem. Ta je temu ostro nasprotoval in zahteval nadaljevanje ofenzive. Tako so Nemci 1. januarja sprožili dve novi ofenzivi: Operacija Bodenplatte in Operacija Nordwind, ki pa nista prinesli želenega učinka, saj so Rusi na vzhodni fronti sprožili novo ofenzivo in Nemci so morali premestiti enote z zahoda na vzhod. Za Nemce je bila vojna na zahodu dokončno izgubljena. 

## OperacijaGreifinWahrung
Namen obeh operacij je bil povzročiti zmedo v zavezniškem zaledju ter tako pomagati nemški armadi, da bi ta lažje dosegla zastavljen cilj. Na dan ofenzive se je pod vodstvom  Otta Skorzenyja v zavezniško zaledje infiltriralo večje število nemških angleško govorečih vojakov, ki so bili oblečeni v ameriške vojaške uniforme ter so uporabljali ameriško opremo. Njihova naloga je bila, da v zaledju zasedejo mostove, križišča, prekinejo komunikacijske poti, spreminjajo obcestne znake ter na kakršen koli drug način motijo delovanje zavezniške vojske.
Operacija je uspela le deloma, saj nemškim vojakom ni uspelo zasesti strateško pomembnih mostov čez reko Meuse. So pa za nekaj časa v zavezniškem zaledju povzročili nepopisno zmedo, saj so postavili številne kontrolne točke, na katerih so zaustavljali in preusmerjali zavezniški vojaški promet na napačne poti. Pojavile so se celo govorice, da so Nemci proti Parizu poslali celo enoto, da ubije generala Eisenhowerja. Američani so prevaro hitro spregledali in takoj pričeli izvajati protiukrepe, ki pa so bili po eni strani nenavadni, saj so od zavezniških poveljnikov na kontrolnih točkah zahtevali nenavadna vprašanja, na katera pa niso znali vsi odgovoriti, kar je zmedo v zaledju še povečalo. Kasneje so med poostrenimi kontrolami zajeli večje število nemških vojakov preoblečenih v zavezniške uniforme, ki so jih, kot je bilo takrat v navadi, na mestu ustrelili.  

## Pokol v Malmedyju
Med napredovanjem 6. SS oklepne armade proti zahodu je 1. SS tankovska divizija pod poveljstvom Joachima Peiperja 17. decembra ob 12:30 blizu mesta  Malmedy, naletela na dele 7. ameriške oklepne divizije. Po kratkem boju so se ameriški vojaki predali. Nemški vojaki so ujetnike razorožili ter jim pobrali vse, kar se jim je zdelo uporabnega, nato pa so jih skupaj z ujetniki (vseh skupaj je bilo 150), ki so jih ujeli že prej postavili na polje blizu križišča, kjer se je zgodil pokol. Kaj je sprožilo streljanje ujetnikov nihče ne ve. Vsekakor streljanje vojnih ujetnikov na zahodni fronti ni bilo v praksi tako kot je to bilo na vzhodni fronti. Prav tako streljanja ni ukazal nobeden izmed poveljnikov. Nekaterim zavezniškim vojakom je uspelo pobegniti in tako se je novica o pokolu kmalu razširila med ameriškimi vojaki. Po vojni so odgovornim za pokol sodili ter jih nato po sojenju zaprli. 

## Zavezniški protinapad
3.januarja 1945 so zavezniki v Ardenih začeli usklajen protinapad. Britanske čete so napredovale s severa, ameriške pa z juga. Napredovanje zavezniških čet je bilo zaradi slabega vremena sprva izredno počasno, še posebej na jugu, kjer so potekali zagrizeni boji z nemško vojsko, ki se ni želela umakniti. 10. januarja so osvobodili La Roche, dan pozneje pa St. Hubert. Houffalize so osvobodili 16. januarja, ter tako bitko v Ardenih iz strateškega vidika končali, saj so z zavzetjem tega mesta izginili nevarni klini v zavezniški fronti. V naslednjih dneh so zavezniki Nemce potiskali vedno bolj proti vzhodu. Ti so pri svojem umiku zaradi pomanjkanja goriva za seboj puščali tanke in ostalo vojaško opremo. Proti koncu januarja so zavezniki že dosegli frontno črto iz 15. decembra 1944 in tako je fronta potekala spet tam, kjer se je vse začelo.

## Dogodki po ofenzivi
Bitka v izboklini se je za zaveznike uradno zaključila 25. januarja 1945, čeprav so boji ponekod še trajali. Na začetku je bila Ardenska ofenziva za zaveznike pravo presenečenje, saj so ti pričakovali, da je bila Nemčija proti koncu leta 1944 tik pred zlomom in da je zmaga blizu. Nemški napad je na številnih odsekih zavezniške fronte in v zaledju povzročil pravo zmedo, ki pa so jo trezni generali kot so bili Eisenhower, Patton in Montgomery, k sreči hitro rešili tako, da se stvari niso še dodatno poslabšale. Kljub temu pa so bile izgube na zavezniški strani ogromne. Največ izgub so imeli Američani: 19.246 mrtvih, 47.500 ranjenih in 23.000 ujetih ali pogrešanih, v bojih je bilo uničenih 800 tankov in ostale mehanizirane opreme.  Britanci, ki v teh bojih niso igrali ključne vloge, so imeli 200 mrtvih in 1.200 ranjenih in pogrešanih. V številnih bombnih napadih in uličnih bojih je bilo ubitih tudi okoli 3.000 civilistov. 
Februarja 1945 so zavezniki na celotni zahodni fronti sprožili močno ofenzivo in le še vprašanje časa je bilo, kdaj bodo prišli v notranjost Tretjega rajha. Do konca vojne je bilo še manj kot štiri mesece. 
Nemci z ofenzivo niso dosegli praktično nič, čeprav so na uspeh ofenzive stavili dobesedno vse. Na koncu so dosegli le to, da so zavezniki veliko februarsko ofenzivo odložili za sedem tednov. Neuspela ofenziva je pogoltnila vojaštvo in opremo, ki si je nemška armada takrat ni mogla več privoščiti. Na bojišču je ostalo okoli 120.000 mrtvih, ranjenih in zajetih nemških vojakov ter več kot 700 tankov, topov in ostale opreme. Večini tankov in oklepnikov je enostavno zmanjkalo goriva in streliva in so jih morale posadke pustiti na bojišču brez boja. So pa Nemci v tistih mrzlih decembrskih in januarskih dneh zaveznikom dali nepozabno lekcijo in jim pokazali, kaj vse zmore nemška vojska, ko se ta znajde v brezizhodnem položaju.

### Drugi viri
- Stoletje svetovnih vojn (Cankarjeva založba, Ljubljana, 1981)
- Druga svetovna vojna (Mladinska knjiga, Ljubljana, 1981)
- Druga svetovna vojna (Mladinska knjiga, Ljubljana, 1970)